# Biljana Stojković
Biljana Stojković (Beograd, 6. oktobar 1972) srpska je političarka, evoluciona biološkinja i profesorka Biološkog fakulteta Univerziteta u Beogradu.

## Obrazovanje i akademska karijera
Biljana Stojković je diplomske studije na Biološkom fakultetu Univerziteta u Beogradu završila 1996. godine. Magistarske studije u oblasti genetike i evolucije je pohađala od 1996. do 1999. godine, a titulu doktora nauka iz iste oblasti je stekla 2007. godine. Naredne godine postaje docent na Katedri za genetiku i evoluciju. Na istoj katedri od 2013. godine ima zvanje vanrednog profesora, a 2018. godine postaje redovni profesor.
Pored većeg broja publikacija u vodećim međunarodnim naučnim časopisima, prof. Stojković je autorka i poglavlja i knjiga iz oblasti evolucione biologije. Zajedno sa prof. Nikolom Tucićem napisala je knjige „Darvinijana: vodič kroz evolucionu biologiju” (2009) i „Od molekula do organizma: molekularna i fenotipska evolucija” (2012).
Član je Evropskog društva za evolucionu biologiju.

## Društveni aktivizam
Prof. Stojković je široj javnosti poznata po aktivnom učešću u društvenim pitanjima vezanim pre svega za svoju struku, ali i opšta akademska načela i norme. Tema koja najčešće izaziva njeno reagovanje je osporavanje teorije evolucije i neuspešni pokušaji da se ta teorija izbaci iz nastavnog plana i programa u školama i na fakultetima.
Autor je brojnih kritičkih tekstova na sajtu Peščanika.
Na predsedničkim izborima 2017. godine podržala je Sašu Jankovića.

## Odabrana dela
- Stojković, Biljana; Tucić, Nikola (2009). Darvinijana (на језику: српски). Službeni glasnik. ISBN 9788651902126.
- Stojković, Biljana (2011). Biomass in Evolving World: Individual's Point of View. InTech. ISBN 978-953-307-490-0.
- Stojković, Biljana; Tucić, Nikola (2012). Od molekula do organizma : molekularna i fenotipska evolucija (на језику: српски). Službeni glasnik. ISBN 978-8651914082.
- Stojković, Biljana; Lazarević, Jovan; Tucić, Nikola (2013). Sexual Dimorphism in Insect Longevity: Insights from Experimental Evolution. Nova Science Publishers, Inc. ISBN 978-1-62808-806-9.
- Stojković, Biljana (2014). Bezbednost kao preduslov razvoja (на језику: српски). Zadužbina Andrejević. ISBN 978-86-525-0164-9.
- Stojković, Biljana; Sayadi, Ahmed; Đorđević, Mirko; Jović, Jelena; Savković, Uroš; Arnqvist, Göran (2016). „Divergent evolution of life span associated with mitochondrial DNA evolution”. Evolution. The Society for the Study of Evolution. 71: 160—166. PMID 27778315. S2CID 21218813. doi:10.1111/evo.13102.
- Stojković, Biljana; Šinžar Sekulić, Jasmina. Biologija 4, udžbenik za četvrti razred gimnazije prirodno-matematičkog smera (на језику: српски). Klett. ISBN 9788653300227.

## Spoljašnje veze
- Tekstovi Biljane Stojković na sajtu Peščanik
- Gostovanje 9.5.2017. povodom peticije protiv Darvina (RTV)
- Gostovanje 8.5.2017. povodom peticije protiv Darvina (TV Pink)